# 区分
区分（くぶん）とは、上位概念をそれに従属する下位概念に分けることである。

## 区分原理
区分原理とは、区分の目安となる性質のことである。区分原理は区分の目的によって決まり、2つ以上に分けられる。

## 区分の法則
- 一貫性の原則 - 各段階における区分原理はただ1つでなければならない。
- 相互排除の原則 - 区分肢は互いに排他的でなければならない。
- 一致の原則 - 区分肢は全ての場合を網羅する。
- 漸進の原則 - 区分は順序通りに上位概念から下位概念に進むべきで、飛躍してはならない。